# Rock the Night (singolo)
Rock the Night è una canzone del gruppo musicale svedese Europe, scritta dal frontman Joey Tempest mentre il gruppo era impegnato nel tour di Wings of Tomorrow nel 1984.
Il brano venne pubblicato come singolo per la prima volta nel marzo 1985, tratto dall'EP On the Loose, colonna sonora dell'omonimo cortometraggio uscito nello stesso anno. In seguito il brano verrà riarrangiato ed interamente re-inciso per essere incluso nel terzo album del gruppo, The Final Countdown, dal quale verrà nuovamente estratto come singolo nel novembre 1986.

## Il singolo
È stata la prima grande hit del gruppo in Svezia, dove raggiunse il quarto posto in classifica nel giugno 1985. L'anno successivo diventerà uno dei singoli di supporto per l'album The Final Countdown. La melodia, dai ritmi piuttosto veloci è divenuta famosa per la spontaneità che la contraddistingue e per i cori trascinanti, oltre che per gli assoli di chitarra. Entrò nella top ten delle classifiche in Francia, Germania, Italia, Paesi Bassi, Irlanda e Svizzera, mentre raggiunse il dodicesimo posto nella Official Singles Chart e il trentesimo nella Billboard Hot 100.

## Video musicale
Esistono due video musicali di Rock the Night. L'originale del 1985 vede la band suonare in un piccolo garage, mentre il secondo (il più popolare) è stato girato all'Hard Rock Cafe di Stoccolma nel 1986. La seconda versione segna una delle prime apparizioni pubbliche del nuovo chitarrista del gruppo, Kee Marcello, che aveva preso il posto di John Norum poche settimane prima delle riprese del video.

## Tracce
Versione del 1985
1. Rock the Night – 4:03
2. Seven Doors Hotel (nuova versione) – 5:03

Versione del 1986
1. Rock the Night (nuova versione) – 4:03
2. Seven Doors Hotel (nuova versione) – 5:03

### Lato B
Il lato B del singolo (per entrambe le versioni) è Seven Doors Hotel, brano originariamente contenuto nell'album di debutto della band, Europe, e qui presentato in una nuova versione sostanzialmente più lenta e corta (rispetto alla versione originale manca infatti tutta la terza strofa, che in realtà era già una ripetizione della prima).

## Formazione
- Joey Tempest – voce
- John Norum – chitarra
- John Levén – basso
- Mic Michaeli – tastiera
- Ian Haugland – batteria

## Classifiche
| Classifica (1985–87)          | Posizione massima |
| ----------------------------- | ----------------- |
| Australia                     | 22                |
| Austria                       | 11                |
| Belgio (Fiandre)              | 2                 |
| Canada                        | 64                |
| Francia                       | 7                 |
| Finlandia                     | 17                |
| Germania                      | 17                |
| Irlanda                       | 9                 |
| Italia                        | 4                 |
| Paesi Bassi                   | 2                 |
| Regno Unito                   | 12                |
| Spagna                        | 6                 |
| Stati Uniti                   | 30                |
| Stati Uniti (mainstream rock) | 22                |
| Svezia                        | 4                 |
| Svizzera                      | 6                 |